# Баден (Ааргау)
Баден (нім. Baden AG) — місто  в Швейцарії в кантоні Ааргау, округ Баден.

## Географія
Місто розташоване на відстані близько 90 км на північний схід від Берна, 22 км на північний схід від Аарау.
Баден має площу 13,2 км², з яких на 33,7% дозволяється будівництво (житлове та будівництво доріг), 8,6% використовуються в сільськогосподарських цілях, 55,9% зайнято лісами, 1,8% не є продуктивними (річки, льодовики або гори).

## Демографія
2019 року в місті мешкало 19 547 осіб (+9% порівняно з 2010 роком), іноземців було 26,8%. Густота населення становила 1484 осіб/км².
За віковим діапазоном населення розподілялося таким чином: 17,8% — особи молодші 20 років, 66% — особи у віці 20—64 років, 16,3% — особи у віці 65 років та старші. Було 9317 помешкань (у середньому 2,1 особи в помешканні).
Із загальної кількості 29 475 працюючих 54 було зайнятих в первинному секторі, 7613 — в обробній промисловості, 21 808 — в галузі послуг.